# Penthouse: War in Life
Penthouse: War in Life (펜트하우스: War in Life?, Penteuha-useu: War in LifeLR) è un drama coreano trasmesso dal 26 ottobre 2020 al 10 settembre 2021 su SBS TV.
Diretto da Joo Dong-min e sceneggiato da Kim Soon-ok, già autori di Hwanghu-ui pumgyeok (2018), ha come argomenti centrali l'istruzione e il mercato immobiliare, narrando la storia di quattro famiglie benestanti che fanno di tutto per conservare il proprio status sociale tra omicidi, segreti e gelosie. Primo drama di un'emittente pubblica a superare il 30% di share in cinque anni, è stato lodato per aver "presentato alcuni dei personaggi e delle trame più oltraggiosi visti dalla televisione coreana", ma ha ricevuto critiche per la poca originalità della stagione finale e l'eccessiva violenza.

## Trama

### Prima stagione
L'Hera Palace è un lussuoso grattacielo nel quale risiedono alcune delle personalità più benestanti di Seul. Tra loro, il soprano Cheon Seo-jin con il marito Ha Yoon-chul, di professione medico, e la figlia Eun-byeol; all'attico, l'imprenditrice Shim Su-ryeon e l'immobiliarista Joo Dan-tae, il quale ha una relazione extra-coniugale segreta con Seo-jin. I figli adolescenti degli abitanti dell'Hera Palace, tutti studenti di musica classica e lirica, si preparano all'esame d'ammissione all'accademia d'arte CheongA, che viene passato a pieni voti non da uno di loro, bensì dall'orfana Min Seol-ah. I genitori osteggiano l'ammissione della ragazza per le sue origini e perché è in possesso di un video in cui viene bullizzata dai loro figli, mentre Seo-jin e Dan-tae desiderano allontanarla perché li ha registrati di nascosto mentre erano insieme. Mentre sono in corso le trattative e le minacce per farla rinunciare alla scuola e ai video, Seol-ah muore cadendo da una balconata proprio all'Hera Palace, in circostanze misteriose che fanno pensare a un omicidio più che a un suicidio come decretato dalle indagini. Il suo posto alla CheongA viene occupato da Bae Ro-na, la cui madre era la rivale di gioventù di Seo-jin, Oh Yoon-hee, appena trasferitasi all'Hera Palace.
Interrogandosi sulla morte di Seol-ah, Su-ryeon scopre non solo che era la figlia che aveva avuto dal suo primo amore, ma anche del tradimento del marito, e medita vendetta contro di lui e gli abitanti dell'Hera Palace, colpevoli di aver nascosto le malefatte dei loro figli contro la giovane, e di aver sabotato le indagini spostandone il cadavere. Viene aiutata da Logan Lee, il fratello adottivo di Seol-ah, che si finge un professore della CheongA. I sospetti di Su-ryeon si concentrano soprattutto su Seo-jin, ma l'assassino si rivela essere Yoon-hee, che ha spinto Seol-ah mentre era in stato di ebbrezza, dimenticandosi poi dell'accaduto.
Infastidito dalla continua ingerenza della moglie nei suoi affari per realizzare la sua vendetta, e volendo mettere facilmente le mani sul patrimonio della donna, Dan-tae arriva ad ucciderla, facendo ricadere la colpa su Yoon-hee grazie alla complicità di Seo-jin.

### Seconda stagione
Due anni dopo l'omicidio di Su-ryeon, Yoon-hee viene scagionata e torna all'Hera Palace per scoprire chi abbia ucciso l'amica. Ro-na, che stava vivendo negli Stati Uniti, viene riammessa alla CheongA, con l'intenzione di vincere il festival dell'accademia per Min Seol-ah e poi rinunciare al canto. Prima dell'annuncio del vincitore, tuttavia, Eun-byeol, spinta dall'invidia, tende un agguato a Ro-na, facendola cadere dalle scale e finire in coma; muore poco dopo in ospedale, uccisa per evitare che il gesto di Eun-byeol venga alla luce. La morte della ragazza coincide con la comparsa di Na Ae-gyo, sosia di Su-ryeon, vera madre dei gemelli Joo, amante e socia di lunga data di Dan-tae. Questi, intanto, usa Eun-byeol per ricattare Seo-jin, con cui si è appena sposato, e impossessarsi del patrimonio della fondazione CheongA per finanziare i suoi progetti immobiliari. Egli si rivela inoltre essere il vero assassino di Ro-na, di cui si è sbarazzato per eliminare una rivale di sua figlia Seok-gyung.
Ro-na, però, non è morta: è stata salvata in segreto e aiutata a riprendersi da Ae-gyo, e anche la donna non è veramente chi dice di essere. Si tratta infatti di Su-ryeon, e due anni prima fu Ae-gyo a morire per mano di Dan-tae in un momento in cui le due si erano scambiate. Su-ryeon e Logan, con la complicità di Yoon-hee, escogitano un piano per vendicarsi di Dan-tae, inscenando con successo l'omicidio di "Ae-gyo" e facendo credere a tutti che Su-ryeon e Ro-na fossero state sequestrate dall'uomo. Seo-jin li aiuta per proteggere Eun-byeol, venendo però a sua volta incastrata come complice di Dan-tae nell'assassinio.
Ignara che la figlia sia viva, Yoon-hee si costituisce per l'omicidio di Seol-ah, facendo trapelare anche il coinvolgimento degli abitanti dell'Hera Palace nell'occultamento del cadavere e nella manomissione delle prove. Vengono tutti condannati da 18 mesi a 7 anni di carcere, mentre Dan-tae all'ergastolo. L'uomo riesce però a evadere brevemente per uccidere Logan con una bomba dinanzi a Su-ryeon.

### Terza stagione
Attraverso metodi più o meno legali, Yoon-hee, Dan-tae, Seo-jin e i residenti dell'Hera Palace coinvolti nella morte di Seol-ah vengono scarcerati anzitempo. Grazie a una soffiata ricevuta da Logan prima che morisse, Yoon-hee scopre che Seok-gyung non è figlia di Dan-tae ed Ae-gyo, ma di Su-ryeon, ed è la gemella di Seol-ah che si credeva morta. Prima che possa parlarne con Su-ryeon, però, muore cadendo da una scogliera.
Cercando di far luce sull'accaduto, Su-ryeon viene a sapere di Seok-gyung e che si è trattato, in realtà, di un omicidio ordito da Dan-tae, adoperandosi quindi per ostacolarne gli obiettivi. Nel farlo, apprende che Logan è vivo, ma gravemente ustionato e in coma, nascosto nell'attico e affidato alle cure di Yoon-chul. Quando si risveglia, la coppia continua a indagare sull'assassinio di Yoon-hee, venendo in possesso di un video in cui si vede Seo-jin spingerla dalla scogliera. Per non ferire Ro-na e Eun-byeol con la verità, tengono l'informazione segreta, ed è Dan-tae ad essere incriminato formalmente. L'uomo fugge, e viene contemporaneamente a galla il suo passato da orfano indigente e il suo vero nome, Baek Jun-ki. In un confronto finale all'Hera Palace durante la festa di fidanzamento di Su-ryeon e Logan, la donna uccide l'ex-marito con un colpo di pistola, ma non riesce a impedire che faccia saltare in aria l'intero grattacielo con dell'esplosivo.
Per sfuggire alle proprie colpe, Seo-jin si finge affetta da demenza senile precoce, ma viene scoperta da Yoon-chul, uccidendolo accidentalmente. Affrontata da Su-ryeon sulla stessa scogliera dove morì Yoon-hee, finisce per commettere un ulteriore omicidio, facendo cadere e annegare l'avversaria nelle acque sottostanti proprio all'arrivo della polizia, e sotto gli occhi di Logan e Eun-byeol. Processata e condannata all'ergastolo grazie soprattutto alla testimonianza della figlia, perde la forza combattiva, rassegnandosi a trascorrere il resto della vita in prigione.
Tre anni dopo, Seo-jin ottiene alcuni giorni di libertà vigilata per informare Eun-byeol, che non ha più visto, di avere un tumore alla laringe, ma si limita a osservarla da lontano, prima di suicidarsi per overdose di pillole lasciandole una lettera d'addio in cui si pente delle sue azioni. In memoria della scomparsa di sua madre, avvenuta quello stesso giorno, Ro-na, ormai diventata una primadonna di fama mondiale, tiene un concerto a Seul. Tra il pubblico c'è anche Logan, ma si tratta in realtà di uno spettro: l'uomo, infatti, ha avuto un ritorno di leucemia che gli è stato fatale poco dopo la morte di Su-ryeon, il cui fantasma si presenta al suo cospetto per portarlo finalmente nell'aldilà. Mentre partono insieme, vengono ripercorsi gli eventi di tre anni prima, e svelati nuovi risvolti: Su-ryeon aveva promesso al capezzale di Yoon-chul di risparmiare la vita di Seo-jin e, sentendosi in colpa perché la sua vendetta aveva causato la morte di troppe persone a lei care, aveva solo finto di essere stata spinta, gettandosi volontariamente in acqua a morire.

## Puntate
| Stagione         | Puntate | Prima TV Corea del Sud |
| ---------------- | ------- | ---------------------- |
| Prima stagione   | 21      | 2020-2021              |
| Seconda stagione | 13      | 2021                   |
| Terza stagione   | 14      | 2021                   |

## Personaggi e interpreti

### Personaggi principali
- Cheon Seo-jin (stagioni 1-3), interpretata da Kim So-yeon
Soprano, madre di Eun-byeol.
- Oh Yoon-hee (stagioni 1-3), interpretata da Eugene
Madre di Ro-na.
- Shim Su-ryeon (stagioni 1-3), interpretata da Lee Ji-ah
Moglie di Dan-tae, madre di Seok-hoon, Seok-gyung e Seol-ah.
- Joo Dan-tae/Bae Joon-ki (stagioni 1-3), interpretato da Um Ki-joon
Immobiliarista, marito di Su-ryeon e padre di Seok-hoon e Seok-gyung.
- Lee Gyu-jin (stagioni 1-3), interpretato da Bong Tae-gyu
Complice di Dan-tae, marito di Sang-ah e padre di Min-hyuk.
- Ha Yoon-chul (stagioni 1-3), interpretato da Yoon Jong-hoon
Medico, marito di Seo-jin e padre di Eun-byeol e, si scopre in seguito, anche di Ro-na.
- Kang Ma-ri (stagioni 1-3), interpretata da Shin Eun-kyung
Moglie di Dong-pil e madre di Jenny.
- Go Sang-ah (stagioni 1-3), interpretata da Yoon Joo-hee
Moglie di Gyu-jin e madre di Min-hyuk.
- Logan Lee/Gu Ho-dong (stagioni 1-3), interpretato da Park Eun-seok
Fratello adottivo di Seol-ah, professore alla CheongA e uomo d'affari.
- Yoo Dong-pil (stagioni 2-3), interpretato da Park Ho-san
Criminale, marito di Ma-ri e padre di Jenny.
- Bae Joon-ki/Joo Dan-tae (stagioni 2-3), interpretato da On Joo-wan
Uomo d'affari, in realtà è il vero Joo Dan-tae a cui è stato rubato il nome.

### Personaggi ricorrenti
- Ma Doo-ki (stagioni 1-3), interpretato da Ha Do-kwon
Professore di canto alla CheongA.
- Bae Ro-na (stagioni 1-3), interpretata da Kim Hyun-soo
Studentessa di canto, figlia di Yoon-hee e, si scopre in seguito, di Yoon-chul.
- Yoo Jenny (stagioni 1-3), interpretata da Jin Ji-hee
Studentessa di canto, figlia di Ma-ri e Dong-pil.
- Joo Seok-hoon (stagioni 1-3), interpretato da Kim Young-dae
Studente di musica, figlio di Dan-tae e Su-ryeon. Si scopre in seguito che sua madre è, in realtà, Ae-gyo.
- Joo Seok-gyung (stagioni 1-3), interpretata da Han Ji-hyun
Studentessa di canto, figlia di Dan-tae e Su-ryeon. Si scopre in seguito che suo padre è, in realtà, il primo marito di Su-ryeon.
- Ha Eun-byeol (stagioni 1-3), interpretata da Choi Ye-bin
Studentessa di canto, figlia di Seo-jin e Yoon-chul.
- Lee Min-hyuk (stagioni 1-3), interpretato da Lee Tae-vin
Studente di musica, figlio di Gyu-jin e Sang-ah.
- Anna Lee/Min Seol-ah (stagioni 1-2), interpretata da Jo Soo-min
Figlia di Su-ryeon e del suo primo marito, gemella di Seok-gyung.
- Yoon Tae-joon (stagione 1), interpretato da Lee Cheol-min
Segretario di Dan-tae.
- Yang Mi-ok (stagioni 1-2), interpretata da Kim Ro-sa
Governante di casa Joo/Shim, che nutre un amore ossessivo per Dan-tae.
- Joo Hye-in (stagioni 1, 3), interpretata da Na So-ye
Presunta figlia di Su-ryeon e del suo primo marito, in realtà fu scambiata da neonata con Seol-ah.
- Jin Bun-hong (stagioni 2-3), interpretato da Ahn Yeon-hong
Governante di casa Ha/Cheon, ossessionata da Eun-byeol.
- Na Ae-gyo (stagione 2), interpretata da Lee Ji-ah
Amante e complice di lunga data di Dan-tae, vera madre di Seok-hoon.

### Personaggi minori
- Segretario Jo (stagioni 1-3), interpretato da Kim Dong-kyu
Assistente di Dan-tae.
- Segretario Do (stagioni 1-3), interpretato da Kim Do-hyun
Assistente di Seo-jin.
- Cheon Seo-young (stagioni 1-3), interpretata da Shin Seo-hyun
Sorellastra di Seo-jin.
- Alex Lee (stagione 3), interpretato da Park Eun-seok
Fratello maggiore di Logan.
- Segretario Hong (stagione 3), interpretato da Kim Jae-hong
Assistente di Logan.
- Wang Mi-ja (stagioni 1-3), interpretata da Seo Hye-rin
Madre di Gyu-jin.
- Cheon Myung-soo (stagioni 1-2), interpretato da Jung Sung-mo
Padre di Seo-jin.
- Kang Ok-gyo (stagioni 1-3), interpretata da Ha Min
Matrigna di Seo-jin.

### Apparizioni speciali
- Parlamentare Joo Sang-heon (stagione 1, episodi 1-2, 4-5), interpretato da Byeon Woo-min
- Ex-marito di Su-ryeon (stagione 1, episodio 3), interpretato da Ki Tae-hwa
- Min Hyung-sik (stagione 1, episodi 3, 5), interpretato da Han Seung-soo
Direttore dell'orfanotrofio dove venne portata Seol-ah neonata.
- Amico lanciatore di Joo Dan-tae (stagione 1, episodio 12), interpretato da Byung-hyun Kim
- Giornalista Kim Jung-min (stagione 1, episodi 20-21; stagione 2, episodi 2, 7), interpretata da Ki Eun-se
- Detective incaricato del caso di Oh Yoon-hee (stagione 1, episodi 20-21), interpretato da Kim Sa-kwon
- Coppia che si sposa (stagione 2, episodio 1), interpretata da Jun Jin e Ryu Yi-seo
- Assistente di Lee Gyu-jin (stagione 2, episodi 1, 5, 11, 13), interpretato da Jang Sung-kyu
- Giornalista Son Hyung-jin (stagione 2, episodi 2, 4), interpretato da Lee Sang-woo
- Park Young-ran (stagione 2, episodio 2), interpretata da Bada
- Ex-compagna di scuola di Yoon-hee e Seo-jin (stagione 2, episodio 3), interpretata da Yeon Min-ji
- Pianista per Ro-na (stagione 2, episodi 5, 7), interpretata da Nam Bo-ra
- Detective (stagione 2, episodio 6), interpretato da Lee Si-eon
- Finto detective (stagione 2, episodio 8), interpretato da Kim Kwang-kyu
- Hwang Geum-bong (stagione 2, episodi 9-12), interpretato da Jo Jae-yoon
- Detective (stagione 2, episodi 11-12), interpretato da Kim Dong-young
- Detective (stagione 2, episodi 11-12), interpretato da Kim Soo-hwan
- Jung Doo-man (stagione 2, episodi 12-13), interpretato da Yoo Jun-sang
- Giudice (stagione 2, episodio 13), interpretato da Choi Byung-mo
- Guardia carceraria Jo (stagione 2, episodio 13), interpretato da Lee Sang-min
- Procuratore (stagione 2, episodio 13), interpretato da Lee Su-ryun

## Produzione
Penthouse era inizialmente destinato a durare per due stagioni da 20 puntate, ma la prima stagione è stata estesa a 21 affinché potesse terminare regolarmente di martedì, siccome la messa in onda di un episodio è stata posticipata per fare spazio alla partita di baseball. La seconda stagione è stata in seguito separata in due stagioni da 12 puntate, che sono state a loro volta estese, rispettivamente, di una e due puntate. Il costo di realizzazione è stato stimato attorno ai 26,8 miliardi di won.

### Sceneggiatura
La sceneggiatrice Kim Soon-ok aveva inizialmente incluso più stagioni credendo che la serie sarebbe stata distribuita attraverso un servizio video over-the-top e, pensando che potesse essere l'ultimo progetto della sua carriera, ha deciso di raccontare in modo non convenzionale e onesto alcuni argomenti potenzialmente scomodi, tra cui il divario tra ricchi e poveri, le conseguenze dannose della violenza scolastica, l'ingiustizia nell'istruzione, la creazione di classi sociali in base alle rispettive proprietà immobiliari, e la violenza domestica. Ha dichiarato di voler mostrare "l'infinito desiderio degli esseri umani di compiere sforzi incessanti per ascendere alla posizione più alta della scala sociale mentre restano ignoranti delle loro responsabilità sociali, giustizia e coscienza". Quando è stata decisa la trasmissione su una rete pubblica, ha dovuto eliminare o modificare alcuni personaggi a causa delle restrizioni imposte, e ha aggiunto degli aspetti comici, conservando però la sinossi originale. Scrivendo i personaggi di Penthouse, ha puntato a non tracciare una linea definita tra buoni e cattivi, dichiarando: "Le persone hanno bene e male dentro di sé, non importa quale forma assumano, e ho pensato che potessero mostrare lati diversi di sé in base alla situazione. Penso che Yoon-hee sia il personaggio più realistico, sotto questo aspetto".
Inizialmente, Lee Min-hyuk (interpretato da Lee Tae-vin) avrebbe dovuto essere gay e innamorato di Joo Seok-hoon (Kim Young-dae), motivo che l'avrebbe spinto a bullizzare più insistentemente Bae Ro-na (Kim Hyun-soo), l'interesse amoroso di Seok-hoon, ma la storyline non è mai stata inserita nella sceneggiatura, e il personaggio è stato messo in coppia con Yoo Jenny (Jin Ji-hee).
Il nome "Bae Ro-na" deriva dalla città italiana di Verona, mentre Kim Soon-ok ha negato la teoria secondo cui "Joo Dan-tae" sia un omaggio a Dante Alighieri o Zeus.

### Cast
Il casting è iniziato a dicembre 2019, e i ruoli principali sono stati offerti a Shin Sung-rok, Eugene e Lee Ji-ah. Shin ha confermato la sua apparizione a febbraio, salvo poi rinunciare alla parte il 6 marzo a causa di altri impegni lavorativi; è stato sostituito il 17 marzo da Um Ki-joon. Il 2 settembre 2020 la SBS ha annunciato l'ingresso nel cast di Lee Ji-ah, Kim So-yeon, Eugene, Shin Eun-kyung, Bong Tae-gyu, Yoon Jong-hoon, Park Eun-seok e Yoon Joo-hee con i rispettivi ruoli.

### Riprese
Le riprese della prima stagione sono terminate il 23 novembre 2020, e dopo dieci giorni di pausa sono iniziate quelle della seconda. Il primo ciak dell'ultima stagione è stato battuto il 27 aprile 2021.

### Trasmissione
Il teaser trailer è uscito il 22 settembre 2020. La prima stagione è andata in onda dal successivo 26 ottobre su SBS TV ogni lunedì e martedì alle 22. La seconda stagione ha esordito il 19 febbraio 2021 con una nuova programmazione, andando in onda ogni venerdì e sabato alle 22. La terza stagione è stata trasmessa ogni venerdì alle 22 dal 4 giugno 2021.
Il 12 gennaio 2021, SBS TV ha mandato in onda un episodio speciale presentato in formato talk show da Shin Dong-yup, Jang Do-yeon e Jae Jae, in cui il cast principale ha raccontato aneddoti sulle riprese ed è stato svelato il teaser della seconda stagione. Il 3 aprile 2021 è stato trasmesso un nuovo episodio speciale al termine della seconda stagione.
Giappone, Filippine, Turchia, Hong Kong e Vietnam ne hanno acquistato i diritti per il caricamento sulle piattaforme video over-the-top.

## Colonna sonora

### Stagione 1
1. Hedy – Life – 3:34
2. Ha Jin – Crown – 3:03
3. Han Seung-hee – Desire – 4:12
4. 18Again – You Left to Me (feat. O'z Mood) (내게 남은 그대?, Naege nam-eun geudaeLR) – 3:21
5. Noblesse – Higher – 3:47
6. Kim Jun-seok – Penthouse (펜트하우스?, Penteuha-useuLR) – 3:06
7. Jung Sae-rin – A Blinded Person By Greed (탐욕에 눈이 먼 자?, Tam-yog-e nun-i meon jaLR) – 2:45
8. Joo In-ro – Time To Reveal The Truth (진실을 밝힐 시간?, Jinsir-eul balghil siganLR) – 3:35
9. Kim Jun-seok – A Place Dizzyingly High And Distant (아찔하게 높고 아득하게 먼 그 곳?, Ajjilhage nopgo adeukhage meon geu gotLR) – 3:18
10. Lee Yun-ji – Their Own World (그들만의 세상?, Geudeulman-ui sesangLR) – 4:23
11. Jung Sae-rin – Heart Filled With Tears (눈물로 채워진 심장?, Nunmullo chae-wojin simjangLR) – 3:39
12. Kim Hyun-do – Schadenfreude (샤덴프로이데?, Syadenpeuro-ideLR) – 3:34
13. Joo In-ro – Evil's Victory (악의 승리?, Yag-ui seungniLR) – 3:19
14. Jung Sae-rin – Where Is The Dull Truth? (무뎌진 진실은 어디에?, Mudyeojin jinsir-eun eodi-eLR) – 2:37
15. Yoo So-hyun – Everything I Wanted To Have (내가 가지고 싶었던 모든 것?, Naega gajigo sip-eotdeon modeun geotLR) – 2:23
16. Hong Eun-ji – Preparation For Revenge (복수를 위한 준비?, Boksureul wihan junbiLR) – 3:53
17. Jeong Hye-bin – The Beginning Of Obsession (집착의 시작?, Jipchag-ui sijakLR) – 2:33
18. Kang Mi-mi – Another Class (클래스가 다른 아이들?, Keullaeseuga dareun a-ideulLR) – 3:00
19. Jung Sae-rin – I Promise To Protect You Forever (지켜줄게요, 영원히?, Jikyeojulge-yo, yeong-wonhiLR) – 2:55
20. Shin You-jin – Mama Boy (마마보이?, Mamabo-iLR) – 3:07
21. Jang Eu-rye – Hera Pride (헤라 부심?, Hera busimLR) – 2:17
22. No Yoo-rim – I'm Not A Criminal (저는 범인이 아니에요?, Jeoneun beom-in-i ani-e-yoLR) – 2:49
23. Shin You-jin – Unfair Death (억울한 죽음?, Eog-ulhan jug-eumLR) – 3:47
24. Jung Sae-rin – Non-Smiling People Although Having Taken Everything (빼앗고도 웃지 못하는 사람들?, Ppae-atgodo utji mothaneun saramdeulLR) – 2:44
25. Kim Jun-seok – Just The Beginning (시작에 불과해?, Sijag-e bulgwahaeLR) – 3:23
26. Jang Eu-rye – Dangerous Revenge (위험한 복수?, Wiheomhan boksuLR) – 2:47
27. Lee Yun-ji – A Secret Story (은밀한 이야기?, Eunmilhan i-yagiLR) – 4:21
28. Kim Hyun-do – Bloody Hera Palace (핏빛 헤라팰리스?, Pitbit HerapaelliseuLR) – 3:05
29. Kim Do-eun – I Know What You've Done (네가 한 짓을 알고 있다?, Nega han jis-eul algo itdaLR) – 2:41
30. Kim Do-eun – Desperate Maternal Love (처절한 모성애?, Cheojeolhan moseong-aeLR) – 3:29

### Stagione 2
1. Im Chang-jung – Repeatedly (되풀이?, Doepur-iLR) – 3:37 (testo: Im Chang-jung – musica: Han Kyung-soo (ARTMATIC), Lee Do-hyung (Lohi), bigguyrobin)
2. Im Chang-jung – This Is What I Am (이게 바로 나야?, Ige baro na-yaLR) – 4:11 (testo: Im Chang-jung – musica: Im Chang-jung, WildBoar)
3. Lee Ye-joon – The Morass (늪?, NeupLR) – 3:16 (testo: E-Race, Ha Jae-hong – musica: E-Race, Choi Woo-seok, Baek Moo-hyun)

### Stagione 3
1. Xia (Junsu) – Goodbye – 3:41 (SNNNY)
2. Baek Ji-young – Let Me Be – 4:27 (testo: Lee Ha-jin, Lee Dong-eun (Psycho Tension) – musica: Safira.K)

### Partiture stagioni 2 e 3
1. Kim Jun-seok – A Bright Moment That Seems Eternal (영원한 듯 찬란한 순간?, Yeong-wonhan deut challanhan sunganLR) – 3:25
2. Jung Sae-rin – Prelude of Counterattack (반격의 서막?, Bangyeog-ui seomakLR) – 3:06
3. Kim Hyun-do – Revenge From Now On (복수는 이제부터다?, Buksuneun ijebuteodaLR) – 3:33
4. Lee Yoon-ji – An Endless Desire (끝을 모르는 욕망?, Kkeut-eul moreuneun yongmangLR) – 3:33
5. Joo In-ro – Public Wicked (공공의 악인?, Gonggong-ui ag-inLR) – 2:31
6. Jung Sae-rin – A Person Who Has Lost Everything But Can't Cry (빼앗기고도 울지 못하는 사람?, Ppae-atgigodo ulji mothaneun saramLR) – 4:54
7. Jang Yoo-rye – The Two Faces of Janus (야누스의 두 얼굴?, Yanuseu-ui du eolgulLR) – 3:02
8. No Yoo-rim – The Villainess (악녀?, AngnyeoLR) – 2:44
9. Shin Yoo-jin – Confusing Memories (혼란스러운 기억?, Hollanseureo-un gi-eokLR) – 2:29
10. Hong Eun-ji – Where You Have To Die To Get Out (죽어야만 나갈 수 있는 곳?, Jig-eo-yaman nagal su inneun gotLR) – 4:11
11. Jung Hye-bin – The Hidden Truth Of The Day (숨겨진 그 날의 진실?, Sumgyeojin geu nar-ui jinsilLR) – 2:51
12. Jung Hye-bin – The Reason I Live (내가 살아가는 이유?, Naega sar-aganeun i-yuLR) – 3:21
13. No Yoo-rim – The Poor Women (가난한 모녀?, Gananhan monyeoLR) – 3:05
14. Kim Do-eun – Little Hera Club (리틀 헤라클럽?, Riteul HerakeulleopLR) – 3:16
15. No Yoo-rim – Truth And False (진실과 거짓?, Jinsilgo geojitLR) – 2:37
16. No Yoo-rim – Business Partner (사업 파트너?, Sa-eop pateuneoLR) – 3:04
17. Kim Hyun-do – Happiness for Misery (불행을 위한 행복?, Bulhaeng-eul wihan haengbokLR) – 3:45
18. Hong Eun-ji – Inferiority Complex (그거 자격지심이야?, Geugeo jagyeokjisim-i-yaLR) – 2:33
19. Jang Yoo-rye – Something That Happens Up There (그곳에서 벌어지고 있는 일?, Geugeos-eseo beor-eojigo inneun ilLR) – 2:30
20. Kang Mi-mi – Quite War (조용한 전쟁?, Jo-yonghan jeonjaengLR) – 2:58
21. Lee Yoon-ji – Suspicions (의혹?, UihokLR) – 1:40
22. No Yoo-rim – Murder Plan (살인계획?, Sar-ingyehoekLR) – 2:50
23. Yoo So-hyun – Blind Madness (눈이 먼 광기?, Nun-i meon gwanggiLR) – 2:50
24. Shin Yoo-jin – A Fallen Heart (타락한 마음?, Tarakhan ma-eumLR) – 3:01
25. Kim Hyun-do – Tight Tension (팽팽한 긴장?, Paengpaenghan ginjangLR) – 2:55
26. Jang Yoo-rye – Evil Trio (악 트리오?, Ak teuri-oLR) – 3:07
27. Yoo So-hyun – Operation Proceeds Smoothly (순조로운 작전 진행?, Sunjoro-eun jakjeon jinhaengLR) – 2:49
28. Kim Hyun-do – Lost Self (잃어버린 자아?, Irh-eobeorin ja-aLR) – 2:15
29. Jeong Hye-bin – An Ominous Premonition (불길한 예감?, Bulgilhan yegamLR) – 2:23
30. Hong Eun-ji – A Vulgar Conspiracy (저급한 음모?, Jeogeuphan eummoLR) – 4:22
31. Yoo So-hyun – The Struggle To Achieve The Goal (목표를 쟁취하기 위한 기 싸움?, Mokpyoreul jaengchwihagi wihan gi ssa-umLR) – 2:36
32. Kang Mi-mi – Woman Who Desires (욕망하는 여자?, Yongmanghaneun yeojaLR) – 2:47
33. No Yoo-rim – Mr. Koo And Logan Lee (구호동과 로건리?, Gu Ho-dong-gwa Rogeon RiLR) – 3:42

## Accoglienza

### Pubblico
La prima trasmissione di Penthouse ha registrato uno share medio nazionale del 6,7% (prima parte), 9,2% (seconda parte) e 9,1% (terza parte), diventando il drama più visto della sua fascia oraria. Lo share ha superato il 10% già con la trasmissione della seconda puntata; contemporaneamente alcuni spettatori si sono lamentati con la Korea Communications Standards Commission (KCSC) e sulle comunità online, sostenendo che avrebbe dovuto essere vietato ai minori perché le scene di bullismo scolastico avrebbero potuto causare un effetto copycat. La SBS ha quindi alzato la valutazione della puntata 4, e dalla 18 alla 21 dopo una riunione interna del canale. La KCSC ha ricevuto oltre 200 denunce per eccessiva violenza durante la trasmissione della stagione. Nonostante le critiche, gli ascolti hanno continuato a salire progressivamente, superando il 15% di share alla puntata 8 e il 20% alla 13, quando è stato toccato il 22,1%. La prima stagione si è conclusa con uno share nazionale medio del 28,8%, e del 30,5% nell'area metropolitana di Seul, ascolti che Park Ji-won del Korea Times ha definito "una rarità tra i drama televisivi trasmessi su un'emittente nazionale negli ultimi anni", essendo le serie prodotte dai canali via cavo più popolari. Con un picco del 31,3% durante l'episodio finale, è stato il primo drama di una rete pubblica a superare il 30% di share in cinque anni.
Le prime due puntate della seconda stagione hanno registrato uno share del 20%; il picco è stato raggiunto alla penultima trasmissione, con il 29,2%. La terza stagione ha aperto con il 19,5% e ha avuto un crollo di ascolti rispetto alle precedenti, senza mai superare il 20%: il finale di serie ha registrato uno share del 19,1%. Complessivamente, tutte le 48 puntate di Penthouse si sono posizionate in vetta alla classifica dei drama più visti nelle serate in cui sono state trasmesse.
La terza stagione è andata incontro ad alcune controversie. Dopo la trasmissione del secondo episodio, il pubblico internazionale ha mosso a Penthouse accuse di appropriazione culturale e razzismo a causa dell'introduzione di Alex, il fratello maggiore di Logan, che porta dreadlocks, catene d'oro al collo e ha un forte accento simile all'inglese afro-americano vernacolare, particolari che per gli spettatori hanno perpetrato gli stereotipi razziali associati alla comunità afro-americana. L'attore Park Eun-seok che lo interpreta ha spiegato che l'intenzione era quella di omaggiare la cultura, non di deriderla, e si è scusato pubblicamente. Il personaggio è però riapparso, senza modifiche esteriori, nella seconda metà della stagione. Il penultimo episodio, trasmesso il 3 settembre 2021, ha inserito, durante il crollo dell'Hera Palace, alcuni filmati d'archivio del terremoto a Pohang del 2017 e della caduta, avvenuta il 9 giugno precedente, di un edificio a Gwangju: i netizen sudcoreani hanno criticato la scelta, ritenendo che l'uso delle sequenze fosse inappropriato e non necessario. Il 12 settembre la produzione si è scusata con le vittime dei due incidenti, le loro famiglie e i telespettatori, impegnandosi a rimuovere le scene dalle repliche e dai servizi di streaming on demand.
La Korea Communications Standards Commission ha ricevuto 831 denunce durante la trasmissione di Penthouse, 25 delle quali relative alla terza stagione e in particolare alla scena del crollo dell'Hera Palace.

### Critica
Diversi commentatori hanno riscontrato somiglianze tra Penthouse e due drama del canale JTBC, Sky Castle e Bubu-ui segye. Lee Gyu-lee del Korea Times ha ritenuto che Penthouse si differenziasse dal primo grazie al conflitto tra i residenti del palazzo e l'aggiunta di elementi "più intensi ed estremi", mentre per Min Kyung-won del Korea JoongAng Daily sono le scene makjang, ovverosia quelle assurde che oltrepassano il limite (come adulteri, rapimenti e omicidi), a distinguerlo da Bubu-ui segye.
La prima stagione è stata accolta positivamente dalla critica televisiva. Per Jaimelynne Toh del South China Morning Post, il cast e Kim Soon-ok "sono riusciti a trasformare segreti di nascita stereotipati, tropi 'chi-è-stato', mamme tigri fanatiche e una cricca di adolescenti gelosi in un racconto altamente guardabile e avvincente". Yun Suk-jin, professore di letteratura coreana alla Chungnam National University, ha lodato la sceneggiatura capace di "catturare i desideri istintivi delle persone", mentre per la critica televisiva Gong Hee-jung "ogni episodio scorre chiaramente attraverso inizio, apice e conclusione, con elementi di diverse emozioni, e questo aiuta ad alleviare lo stress emotivo delle persone, amplificato a causa del coronavirus”.
Pierce Conran del South China Morning Post ha definito Penthouse un "drama che dà dipendenza", che "ha presentato alcuni dei personaggi e delle trame più oltraggiosi visti dalla televisione coreana", ma ha anche fatto notare che "ha occasionalmente inciampato mentre reimpostava la direzione senza una crisi chiara all'orizzonte", come ad esempio gli episodi della seconda stagione subito successivi alla morte di Ro-na. Ha stroncato la terza stagione, assegnandole 2 stelle su 5, descrivendola come "incapace di ricreare la stessa scintilla delle precedenti" e "stanca e annoiata dei suoi stessi intrallazzi". Pur salvando alcuni momenti, ha ritenuto che "si è ripetuta pigramente attraverso imitazioni dei momenti salienti passati dello show, fino a raggiungere un climax superficiale e sdolcinato [...] abbandonando sempre di più rima o ragione". Il critico culturale Kim Heon-sik ha sostenuto che "non c'era più niente di nuovo da portare in tavola, quindi [gli autori] hanno fatto appello al caos e si sono concentrati sulla violenza. Questo ha reso gli spettatori stufi [dello show]", mentre per il critico di cultura pop Jeong Deok-hyu "la serie era priva di plausibilità dall'inizio, e si è invece concentrata sulla costruzione di un nuovo mondo quasi fantastico, ma alla fine non è stata in grado di raggiungere una conclusione".
Tra il 12 e il 19 ottobre 2021, la rivista di business Joy News 24 ha condotto un sondaggio tra 200 professionisti dell'industria sudcoreana dell'intrattenimento per decretare il peggior drama dell'anno: Penthouse si è classificato secondo con 43 voti a causa del "finale assurdo", nonostante le buone performance degli attori.

## Riconoscimenti
- APAN Star Award[48]
  - 2022 – Candidatura Premio all'alta eccellenza, attore in un drama seriale a Um Ki-joon
  - 2022 – Candidatura Premio all'alta eccellenza, attrice in un drama seriale a Kim So-yeon
- Baeksang Arts Award[49][50]
  - 2021 – Miglior attrice televisiva a Kim So-yeon
  - 2021 – Candidatura Miglior attore televisivo a Um Ki-joon
  - 2021 – Candidatura Miglior attrice televisiva di supporto a Shin Eun-kyung
  - 2021 – Candidatura Miglior nuovo attore televisivo a Kim Young-dae
  - 2021 – Candidatura Miglior nuova attrice televisiva a Kim Hyun-soo
- Grimae Award[51]
  - 2021 – Gran premio (Daesang) a Penthouse: War in Life 2 e 3
  - 2021 – Miglior attore a Um Ki-joon
  - 2021 – Miglior attrice a Kim So-yeon
- SBS Drama Award[52][53][54][55][56][57][58][59][60][61]
  - 2020 – Premio all'alta eccellenza, attore in un drama medio/lungo a Um Ki-joon
  - 2020 – Premio all'alta eccellenza, attrice in un drama medio/lungo a Eugene
  - 2020 – Premio all'alta eccellenza, attrice in un drama medio/lungo a Kim So-yeon
  - 2020 – Premio all'alta eccellenza, attrice in un drama medio/lungo a Lee Ji-ah
  - 2020 – Premio all'eccellenza, attore in un drama medio/lungo a Bong Tae-gyu
  - 2020 – Premio all'eccellenza, attore in un drama medio/lungo a Yoon Jong-hoon
  - 2020 – Premio all'eccellenza, attrice in un drama medio/lungo a Shin Eun-kyung
  - 2020 – Miglior attore di supporto a Park Eun-seok
  - 2020 – Miglior giovane attrice a Kim Hyun-soo
  - 2020 – Candidatura Gran premio (Daesang) a Kim So-yeon
  - 2021 – Gran premio (Daesang) a Kim So-yeon
  - 2021 – Miglior nuovo attore a Kim Young-dae
  - 2021 – Miglior nuova attrice a Han Ji-hyun
  - 2021 – Miglior nuova attrice a Choi Ye-bin
  - 2021 – Premio alla carriera a Kim Soon-ok
  - 2021 – Candidatura Premio all'alta eccellenza, attore in una miniserie/drama fantasy	a Um Ki-joon
  - 2021 – Candidatura Premio all'alta eccellenza, attrice in una miniserie/drama fantasy a Kim So-yeon
  - 2021 – Candidatura Premio all'alta eccellenza, attrice in una miniserie/drama fantasy a Lee Jin-ah
  - 2021 – Candidatura Premio all'alta eccellenza, attrice in una miniserie/drama fantasy a Eugene
  - 2021 – Candidatura Premio all'eccellenza, attore in una miniserie/drama fantasy a Park Eun-seok
  - 2021 – Candidatura Premio all'eccellenza, attrice in una miniserie/drama fantasy a Yoon Joo-hee
  - 2021 – Candidatura Scene Stealer a Jung Ah-mi
  - 2021 – Candidatura Miglior personaggio maschile a On Joo-wan
  - 2021 – Candidatura Miglior coppia a Um Ki-joon e Kim So-yeon
- Seoul International Drama Award[62][63]
  - 2021 – Miglior serial internazionale
  - 2021 – Candidatura Drama coreano notevole
  - 2021 – Candidatura Attrice notevole in un drama coreano a Kim So-yeon
  - 2021 – Candidatura Attrice internazionale a Kim So-yeon
  - 2021 – Candidatura Miglior regista internazionale a Joo Dong-min
  - 2021 – Candidatura Miglior sceneggiatore internazionale a Kim Soon-ok